# Лесото на летних Олимпийских играх 1980
Королевство Лесото принимало участие в Летних Олимпийских играх 1980 года в Москве (СССР) во второй раз за свою историю, пропустив Летние Олимпийские игры 1976 года, но не завоевало ни одной медали. Сборную страны представляли пять спортсменов-легкоатлетов, которые выступили в беговой части программы соревнований.

## Результаты

### Лёгкая атлетика
Спортсменов — 5
Мужчины
| Спортсмен          | Дисциплина | Первый раунд | Первый раунд | Первый раунд | Четвертьфинал        | Четвертьфинал        | Четвертьфинал        | Полуфинал            | Полуфинал            | Полуфинал            | Финал                | Финал                |
| Спортсмен          | Дисциплина | Время        | Место        | Итог         | Время                | Место                | Итог                 | Время                | Место                | Итог                 | Время                | Место                |
| ------------------ | ---------- | ------------ | ------------ | ------------ | -------------------- | -------------------- | -------------------- | -------------------- | -------------------- | -------------------- | -------------------- | -------------------- |
| Джозеф Летсека     | 100 м      | 11,21        | 6            | 57           | Завершил выступления | Завершил выступления | Завершил выступления | Завершил выступления | Завершил выступления | Завершил выступления | Завершил выступления | Завершил выступления |
| Джозеф Летсека     | 200 м      | 22,31        | 5            | 43           | Завершил выступления | Завершил выступления | Завершил выступления | Завершил выступления | Завершил выступления | Завершил выступления | Завершил выступления | Завершил выступления |
| Мопели Молапо      | 1500 м     | 3:55,50      | 7            | 31           |                      |                      |                      | Завершил выступления | Завершил выступления | Завершил выступления | Завершил выступления | Завершил выступления |
| Мотлалупула Табана | 10 000 м   | 34:01,5      | 10           | 34           |                      |                      |                      |                      |                      |                      | Завершил выступления | Завершил выступления |
| Венсан Ракабеле    | Марафон    |              |              |              |                      |                      |                      |                      |                      |                      | 2:23:29              | 36.                  |
| Кеннет Хласа       | Марафон    |              |              |              |                      |                      |                      |                      |                      |                      | DNF                  | DNF                  |
| Кеннет Хласа       | 800 м      | 1:56,1       | 7            | 36           |                      |                      |                      | Завершил выступления | Завершил выступления | Завершил выступления | Завершил выступления | Завершил выступления |